# گربه (فیلم ۱۹۷۷)
گربه (انگلیسی: The Cat) فیلمی در ژانر کمدی به کارگردانی لوئیجی کومنچینی است. از بازیگران آن می‌توان به اوگو تونیاتسی، ماری‌آنجلا ملاتو، میشل گالابرو، ژان مارتن و لوئیجی کومنچینی اشاره کرد.